# Đồng(I) oxide
Đồng(I) oxide (công thức hóa học: Cu2O) là một oxide của đồng. Nó có khối lượng mol 144 g/mol, nhiệt độ nóng chảy 1230°C.
Chất này thường có trong tự nhiên là bột oxide đồng màu đỏ. Nó cũng có thể được tạo ra từ đồng(II) oxide bằng phản ứng hóa học trong môi trường nung khử, CuO thành Cu2O màu đỏ sáng:
2CuO + CO t° → Cu2O + CO2

## Tính chất hóa học
Giống như đồng(II) oxide, đồng(I) oxide có các tính chất hóa học tương tự.
- Tác dụng với acid tạo thành muối và nước:

Cu2O + 2HCl → 2CuCl + H2O
- Tác dụng với oxide acid tạo thành muối:

3Cu2O + P2O5 → 2Cu3PO4
- Bị các chất khử tác dụng ở nhiệt độ cao:

Cu2O + 2K t° → K2O + 2Cu
Cu2O + H2 t° → H2O + 2Cu

### Các tính chất khác
- Tác dụng với oxy tạo thành đồng(II) oxide:

2Cu2O + O2 → 4CuO
- Tác dụng với các chất oxy hóa mạnh tạo thành đồng(II) oxide.

## Ứng dụng

### Trong vật liệu gốm
Đồng(I) oxide được dùng làm chất tạo màu sắc cho men gốm. Muốn có màu đỏ sáng, chúng ta chỉ cần dùng một lượng rất nhỏ đồng(I) oxide (0,5%). Nếu hàm lượng đồng cao hơn, có thể dẫn đến xuất hiện các hạt đồng kim loại li ti trong men chảy tạo thành màu đỏ máu bò.
Nếu có bo trong men đồng đỏ chúng ta sẽ có màu tím. Trong men đồng đỏ sử dụng nhiều nguyên liệu khoáng tráng thạch, thêm bari oxide tạo ra màu từ ngọc lam đến xanh thẫm, tùy theo hàm lượng đồng(I) oxide. Fluoride khi được sử dụng với đồng oxide cho màu xanh lục.

### Trong vật liệu điện
Đồng(I) oxide là một chất bán dẫn. Cặp đồng(I) oxide-đồng (Cu2O-Cu) chỉ cho phép dòng điện đi từ đồng sang đồng(I) oxide, bây giờ lớp đồng(I) oxide đóng vai trò là lớp bán dẫn loại n và lớp đồng đóng vai trò là lớp bán dẫn loại p. Với tính chất bán dẫn, đồng(I) oxide được sử dụng làm pin mặt trời dùng trong dạy học.

## Sản xuất
- Dùng khí CO khử CuO ở nhiệt độ cao:

2CuO + CO → Cu2O + CO2
- Đốt đồng trong môi trường thiếu khí:

4Cu + O2 → 2Cu2O
- Điện phân anot đồng trong dung dịch NaCl trong môi trường kiềm.